# Cinemasessanta
Cinemasessanta, conosciuta anche come Cinema '60, è stata una rivista italiana di critica cinematografica. 

## La fondazione
La rivista nacque come mensile nel 1960, edita da Beniamino Carucci, in piccolo formato e con 32 pagine. Venne fondata da un gruppo di redattori di alcuni quotidiani dell'epoca (Mino Argentieri collaborava con l'Unità, Tommaso Chiaretti lavorava a Il Paese, Lorenzo Quaglietti scriveva per L'Eco del Cinema e dello Spettacolo) con l'obiettivo di proporre un punto di vista nuovo nel panorama della critica italiana, legato all'estetica del realismo ma aperto al dialogo con altre tendenze del cinema contemporaneo.

## L'attività redazionale
Nel corso degli anni la rivista ospitò gli interventi di importanti critici italiani, come Libero Bizzarri, Lino Micciché, Callisto Cosulich, Giacomo Gambetti, Gian Piero Brunetta, Bruno Torri, Gianni Toti, Giorgio De Vincenti, e pubblicò numerose sceneggiature, dialoghi, testi teatrali e documenti di storia del cinema.

## Gli editori
Dopo gli anni di Beniamino Carucci, nel 1967 la Biblioteca del Cinema "Umberto Barbaro" (fondata quattro anni prima) divenne proprietaria ed editrice della rivista, che in seguito fu edita da Editori Riuniti, Tullio Pironti Editore, Ediesse, Rsb, Nuova Arnica. Per un breve periodo, dal 1968 al 1969, la rivista fu affiancata da un supplemento quindicinale di economia del cinema, dal titolo "Questocinema". Nel 1970 la rivista divenne bimestrale, e dal 2006 venne edita da Città del Sole edizioni, che proseguì le sue pubblicazioni in forma più o meno regolare sino agli anni duemiladieci, fermandosi al numero 328 di aprile/giugno 2016. Con la scomparsa del direttore Mino Argentieri avvenuta il 22 marzo 2017, Cinemasessata si ferma al n. 328. L’Associazione Biblioteca Barbaro, proprietaria della testata, ha disdetto il contratto con l'editore.